# De Medusa-stichting
De Medusa-stichting is het 49e stripverhaal van De Kiekeboes. De reeks wordt getekend door striptekenaar Merho. Het album verscheen in 1991.

## Verhaal
Fanny is op vakantie in Zuid-Frankrijk, aan de Côte D'Allure, maar wordt bestolen en probeert door frisdranken te verkopen wat geld terug te verdienen om weer naar huis te keren. Als Kiekeboe hiervan hoort reist hij meteen naar de streek om haar te gaan halen. Intussen wordt Fanny's vriend, Lumbago, 's nachts ontvoerd en meegenomen naar een groot luxejacht "De Medusa". Fanny besluit de politie te waarschuwen en houdt een auto tegen. De eigenaar van de auto, Kor Aal, laat haar meerijden en legt uit dat het jacht toebehoort aan ex-dictator Bibi Pralin Gaga (zie De dorpstiran van Boeloe Boeloe en De zwarte Zonnekoning). Bibi Pralin Gaga woont blijkbaar sinds hij zijn land ontvluchtte op het schip en verlaat het zelden. Als Fanny en Kor bij de politie aankomen willen die hen echter niet helpen omdat ze niets met de dictator te maken willen hebben. Fanny en Kor besluiten dan maar naar Lumbago's woning te gaan om aanwijzingen te vinden. Ze ontdekken een map die "De Medusa-stichting" heet en waarin foto's van Bibi Pralin Gaga, de "Medusa" en ook Lumbago's ontvoerders zitten. Net op dat moment keren Lumbago's ontvoerders terug naar zijn huis om de map te halen. Een van de ontvoerders blijkt Ntombola te heten, de privésecretaris van Bibi Pralin Gaga. Ze verdwijnen weer en Fanny overnacht op Kors boot.
's Ochtends gaan Kor en Fanny diepzeeduiken in de buurt van "De Medusa". Fanny ziet op de bodem een groot licht, maar voor ze het kunnen onderzoeken worden ze door een grote groep kwallen op de vlucht gedreven. Die avond besluiten ze het casino in de stad te bezoeken omdat Ntombola er regelmatig komt. Als Ntombola en zijn vriendin Tanga weer vertrekken verstopt Fanny zich in hun speedboot en weet zo "De Medusa" binnen te dringen. Fanny ontdekt dat Lumbago aan boord gevangen zit en hij vertelt haar dat hij eigenlijk een geheim agent is uit Boeloe Boeloe die undercover Bibi Pralin Gaga in de gaten houdt. Fanny wordt echter ontdekt en mee opgesloten. Het blijkt dat het licht op de zeebodem een ondergronds laboratorium is dat bewaakt wordt door reuzenkwallen. Daar werkt dokter Idemdito, die via iemands DNA in staat is mensen te klonen en te programmeren. Hij heeft via een stukje huid van de teen van Bibi Pralin Gaga allerlei baby's kunnen verwekken die genetisch geprogrammeerd zijn om op hun 18e verjaardag wereldwijd naar de macht te grijpen. Bibi Pralin Gaga is van plan deze baby's via adoptie internationaal te verspreiden en zo wereldheerser te worden.
Ondertussen is Kiekeboe ook in de badplaats aangekomen en komt er in contact met Kor Aal. Kor vertelt Kiekeboe alles en hij besluit via para-sailing op de "Medusa" te landen. Aan boord is inmiddels de hele bemanning in slaap gevallen doordat Ntombola een slaapmiddel in ieders koffie gedaan heeft. Ntombola kraakt hierop de brandkast en vlucht samen met Tanga weg, terwijl hij een bom achterlaat. Fanny, die inmiddels is weten te ontsnappen, heeft de floppydisk met alle technische gegevens over de kloontechnieken gevonden en meegenomen. Kiekeboe ontdekt haar, Ntombola en Tanga, maar Fanny wordt door hen gekidnapt terwijl Kiekeboe op het schip achterblijft. Inmiddels is iedereen weer wakker geworden. Kiekeboe vlucht samen met Lumbago per speedboot terwijl de Medusa ontploft.
Kiekeboe, Lumbago en Kor gaan op aanwijzing van Lumbago naar het dorpje Saint-Pied-de-Cochon, waar ze vermoedden dat Ntombola zijn tweede basis heeft. Daar ontdekt Fanny dat Ntombola eigenlijk Amoko is (zie De dorpstiran van Boeloe Boeloe en De zwarte Zonnekoning) en wordt door hen via een rituele dans met de dood bedreigd. Kiekeboe, Lumbago en Kor bevrijden haar en nemen Amoko en Tanga mee. De booswichten weten echter opnieuw te ontsnappen en Fanny, Kiekeboe, Lumbago en Kor zetten per auto de achtervolging in, terwijl ze zelf worden nagezeten door Bibi Pralin Gaga en zijn lijfwacht Boeketoe. Uiteindelijk worden Bibi Pralin Gaga en Boeketoe door een auto-ongeluk tegengehouden en Amoko en Tanga aangehouden op het vliegveld. Dokter Idemdito en de baby's worden ook allemaal gearresteerd. Fanny keert naar huis terug, zonder Kor en Lumbago, omdat deze allebei verliefd op haar waren en ze zich daarom strategisch terugtrok. Ze merkt op dat ze medelijden met hen heeft omdat ze waarschijnlijk om haar liggen te treuren. In het laatste prentje blijkt echter dat ze beiden allang nieuwe vriendinnen hebben gevonden.

## Achtergrond
Het personage Bibi Pralin Gaga die eerder meespeelde in de verhalen De dorpstiran van Boeloe Boeloe en De zwarte Zonnekoning keert hier terug.